# Conure de Bonaparte
Pyrrhura lucianii
Espèce
Statut de conservation UICN

 LC  : Préoccupation mineure
Statut CITES
La Conure de Bonaparte (Pyrrhura lucianii) est une espèce d'oiseaux appartenant à la famille des Psittacidae, autrefois considérée comme une sous-espèce de la Conure versicolore (Pyrrhura picta).

## Description
Cet oiseau mesure environ 22 cm de longueur pour une masse de 60 g.

## Répartition
Cette espèce n'est présente que dans le nord du Brésil.

## Habitat
Cet oiseau peuple les milieux forestiers.